# Amphipyra cupreina
Amphipyra cupreina là một loài bướm đêm trong họ Noctuidae.